# جون كورني
جون كورني هو لاعب كرة القدم الكندية كندي، ولد في 5 نوفمبر 1984 في نيو ويستمينيستر في كندا.